# 圣巴巴拉 (巴伊亚州)
圣巴巴拉（葡萄牙語：Santa Bárbara）是巴西巴伊亚州的一个市镇。总面积338.574平方公里，总人口19358人，人口密度57.2人/平方公里。